# Brzlík

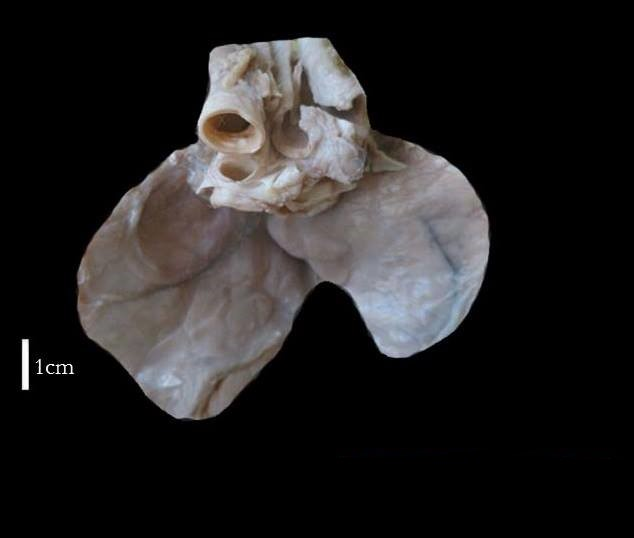
Lidský brzlík

Brzlík (latinsky: thymus) je hlavním orgánem pro diferenciaci a funkční dozrávání T-lymfocytů. Stejně jako kostní dřeň nebo bursa Fabricii u ptáků je jedním z primárních lymfatických orgánů společně s červenou kostní dření. Mezi sekundární lymfatické orgány patří např. slezina, lymfatické uzliny nebo mukózní lymfatická tkáň.
V lidské anatomii se thymus nachází v horním anterioru hrudní dutiny za sternem (hrudní kost).

## Historie
Díky velkému množství apoptických lymfocytů byl brzlík považován za jakýsi „hřbitov lymfocytů“ bez jakéhokoli funkčního významu. Význam brzlíku v imunitním systému byl objeven Jacquem Millerem v roce 1961. Miller chirurgicky odstranil brzlík třídenním myším a pozoroval následnou deficienci v populaci lymfocytů, které pojmenoval T buňky právě po tomto orgánu.

## Anatomie a vývoj brzlíku
V ontogenickém smyslu se brzlík vyvíjí ze třetího branchiálního vaku a teprve později se stěhuje skrz přední mediastinum do cílového místa. Skládá se ze dvou úzce spojených laloků uložených částečně v hrudi a částečně v krku (někdy zasahuje až k dolní hranici štítné žlázy).
Velikost brzlíku je proměnlivá a závisí na věku. Největší váhy, kolem 40 g, dosahuje kolem 10. roku věku a poté dochází k involuci. Ve stáří se pak skládá pouze z tukové a vazivové tkáně. V mnoha případech už pak není možné makroskopicky rozlišit samotný orgán od okolního mediastinálního tuku. K involuci dochází díky zvyšující se hladině pohlavních hormonů, pokud je dospělý člověk chemicky nebo fyzicky kastrován, brzlík zvyšuje aktivitu a dochází i ke zvětšení. U pacientů s autoimunitní chorobou Myasthenia gravis je často (70%) zjištěna hyperplazie thymu nebo zhoubnost (malignita, viz Nádorové onemocnění).
Každý lalok brzlíku je rozčleněný vláknitými přepážkami (trabeculae) v menší laloky, které se dále skládají z vnější vrstvy (cortex) a vnitřní vrstvy (medulla).
- Cortex obsahuje hustý shluk lymfocytů. Velké množství mitóz svědčí o rozsáhlé proliferaci. Intrathymální bariéra odděluje, podobně jako krevní mozková bariéra, cortex od krevního oběhu.
- Na druhou stranu medulla má mnohem menší populaci lymfatických buněk. Obsahuje také struktury známé jako Hassallova tělíska, která jsou tvořena hustě uspořádanými vrstvami buněk. Tyto struktury mohou být zbytky degenerujících epitelových buněk.

Lymfocyty, které dospívají v T buňky v brzlíku, jsou často nazývané thymocyty. Ty se liší imunofenotypově od T lymfocytů specifickou kombinací povrchových proteinů. Thymocyty jsou v raných stádiích vývoje extrémně citlivé na kortizon, ale jak jejich vývoj pokračuje, stávají se stále více rezistentní. Sensitivní thymocyty se nacházejí převážně v cortexu a rezistentní v medulle. Kromě lymfocytů a Hassallových tělísek brzlík ještě obsahuje epitelové buňky, dendritické buňky a makrofágy. Navíc je brzlík protkán množstvím cév a odvodnou lymfoidní tkání, která vtéká do mediastinálních lymfatických uzlin.

## Nádorová onemocnění
Nádory vznikající z brzlíkových epitelových buněk se nazývají „thymomy“ a jsou zjišťovány u 25–50 % pacientů s Myasthenia gravis. Symptomy jsou někdy zaměňovány s bronchitidou nebo silným kašlem, protože nádor dráždí nerv zodpovědný za kašlací reflex. Všechny thymomy jsou potenciálně rakovinné, ale mohou se velmi snadno měnit – některé rostou pomalu, jiné velmi rychle a mohou se rozšiřovat do okolní tkáně. Léčení thymomamů často vyžaduje úplné odstranění celého brzlíku.
Nádory vznikající z thymocytů jsou nazývané „thymické lymfomy“.

## Souvislost s cukrovkou
Celoevropská skupina diabetologů pracuje na výzkumu souvislosti diabetes mellitus (cukrovky) s autoimunitním systémem v naději na řešení samotné příčiny inzulinových dysfunkcí.